# Cholecystitis
Cholecystitis is de benaming voor ontsteking van de galblaas. Cholecystitis wordt veelal veroorzaakt door cholelithiasis, de aanwezigheid van galstenen in de galblaas die vaak de galgang afsluiten.

## Verschijnselen
Een acute cholecystitis geeft behalve koorts pijn in de rechterbovenbuik, doortrekkend naar de rug, vaak met een geprikkeld buikvlies met tekenen van défense, druk- en loslaatpijn, vervoerspijn en gerefereerde druk- en loslaat pijn naar de rechter bovenbuik.
Na enkele dagen leggen het vrije deel van het buikvlies, het omentum majus en de darmen zich om het ontstoken orgaan, er vormt zich een infiltraat dat als een zwelling in de rechterbovenbuik te voelen is.

## Diagnose
Door de ontsteking zullen de witte bloedcellen en het CRP in het bloed in aantal toenemen. Later klimt ook de bezinking.
Een echo laat een verdikte galblaas met galstenen zien, eventueel met het infiltraat.

## Behandeling
Wanneer de diagnose snel gesteld wordt, is het operatief uitnemen van de galblaas à chaud mogelijk. Indien zich reeds een groot infiltraat gevormd heeft, wacht men liever tot dit verdwenen is ("afkoelen") en opereert men meestal na zes weken à froid.

## Complicaties
Met name wanneer de galwegen ontstoken raken (cholangitis) kan er een sepsis ontstaan, dat wil zeggen een levensbedreigende toestand met vermeerdering van bacteriën in de bloedbaan.
In zeldzame gevallen kan er een gat ontstaan in de galblaas, wat zal leiden tot een algehele buikvliesontsteking of tot een fistel naar de darm.